# NeXT
NeXT公司（英語：NeXT, Inc.）是一间美国科技公司，其总部设立于加利福尼亚州雷德伍德城，随后又陆续更名为NeXT电脑公司（英語：NeXT Computer, Inc.）及NeXT软件公司（英語：NeXT Software, Inc.）。其主业为开发面向高等教育与商业市场的工作站，之后又转型专注软件开发。NeXT是由苹果公司的联合创始人史蒂夫·乔布斯在1985年离开苹果公司后创立的。NeXT于1988年推出的了他们的首款硬件产品NeXT Computer，之后又在1990年推出了NeXTcube及外形更小的NeXTstation。NeXT的整个硬件产品系列的销量都极其有限，总共只有约50000台的出货量。尽管如此，NeXT仍在计算机行业中引领了图形用户界面与面向对象编程方面的潮流。
NeXT与太阳微系统合作推出了一款名为OpenStep的API，使NeXTSTEP的应用层能运行于其它操作系统当中。1993年，NeXT放弃了其硬件业务，转而专注于OPENSTEP for Mach的营销，这是NeXT为其它几家计算机厂商提供的OpenStep实现。NeXT还开发了WebObjects，其是首批面向企业的Web应用框架之一。尽管其50,000美元（相等於2024年的103,000美元）的高昂价格影响了它的市场吸引力，但其仍是一个重要的动态网页早期示例。许多成功的应用程序都是在NeXT的硬件上诞生的，包括第一个网页浏览器和电子游戏毁灭战士与雷神之锤。
苹果公司于1997年以4.27亿美元，包含150万股苹果股票的价格收购了NeXT。这场收购使此前作为NeXT的CEO的史蒂夫·乔布斯得以作为顾问重返苹果公司。而OPENSTEP for Mach亦被合并入Classic Mac OS，从而催生了Rhapsody及Mac OS X。

## 歷史

### 1985–1986年：NeXT的成立

#### 背景
得益于苹果面向学术界的“苹果高校联盟”折扣营销计划，以及苹果的创始人史蒂夫·乔布斯亲自到访各个大学进行的宣传，其两款使用图形用户界面的产品Macintosh和Lisa在高校中受到了欢迎:56,67,72，到1984年2月时，苹果高校联盟已经累计为苹果售出了价值超过5000万的电脑。不过，在乔布斯对布朗大学的计算机科学系进行访问时，他们提到Mac的性能还远远无法满足大学实验室的需求，并表示学术研究人员们希望得到功能强大且能满足个性化需求的工作站:199。
乔布斯在硅谷为法国总统弗朗索瓦·密特朗举行的晚宴中结识了诺贝尔化学奖得主保罗·伯格:72，伯格当时正在为在湿实验室中进行重组DNA研究所需的时间与开销感到苦恼，而能用于模拟实验的电脑价格又超出了大学实验室的承受范围:198，他建议乔布斯应该动用他在计算机行业中的影响力去为高等教育领域开发一款“3M计算机”。
乔布斯对伯格的工作站概念很感兴趣，于是在自己所管理的Mac部门中建立了一个名为“Big Mac”的项目，目标是开发出专供于研究人员使用的高性能个人电脑，同时还开始盘算创立一家专注于为高等教育领域开发计算机的新公司:198,199。当时的苹果公司正处于动荡中，由乔布斯所主管的部门没能发布出Macintosh的升级款式以及大部分的Macintosh Office软件，而其主要产品Macintosh则因性能不足、缺乏内置硬盘驱动器等种种原因而遭遇了销售额的暴跌:193，苹果被迫销毁价值数百万美元的积压库存:227。最终，1985年，公司的时任首席执行官约翰·斯卡利决定将乔布斯从苹果高管的位置上赶下台，并由让-路易·加西取代他的职位:291，乔布斯之前建立的“Big Mac”项目在此之后也被加西叫停:199。同年晚些时候乔布斯在公司内进行了一场权力斗争，以重新夺回自己对公司的控制权。但董事会站在了斯卡利一边，他们将乔布斯发往西欧和苏联代表苹果公司出差。

#### NeXT的始创团队

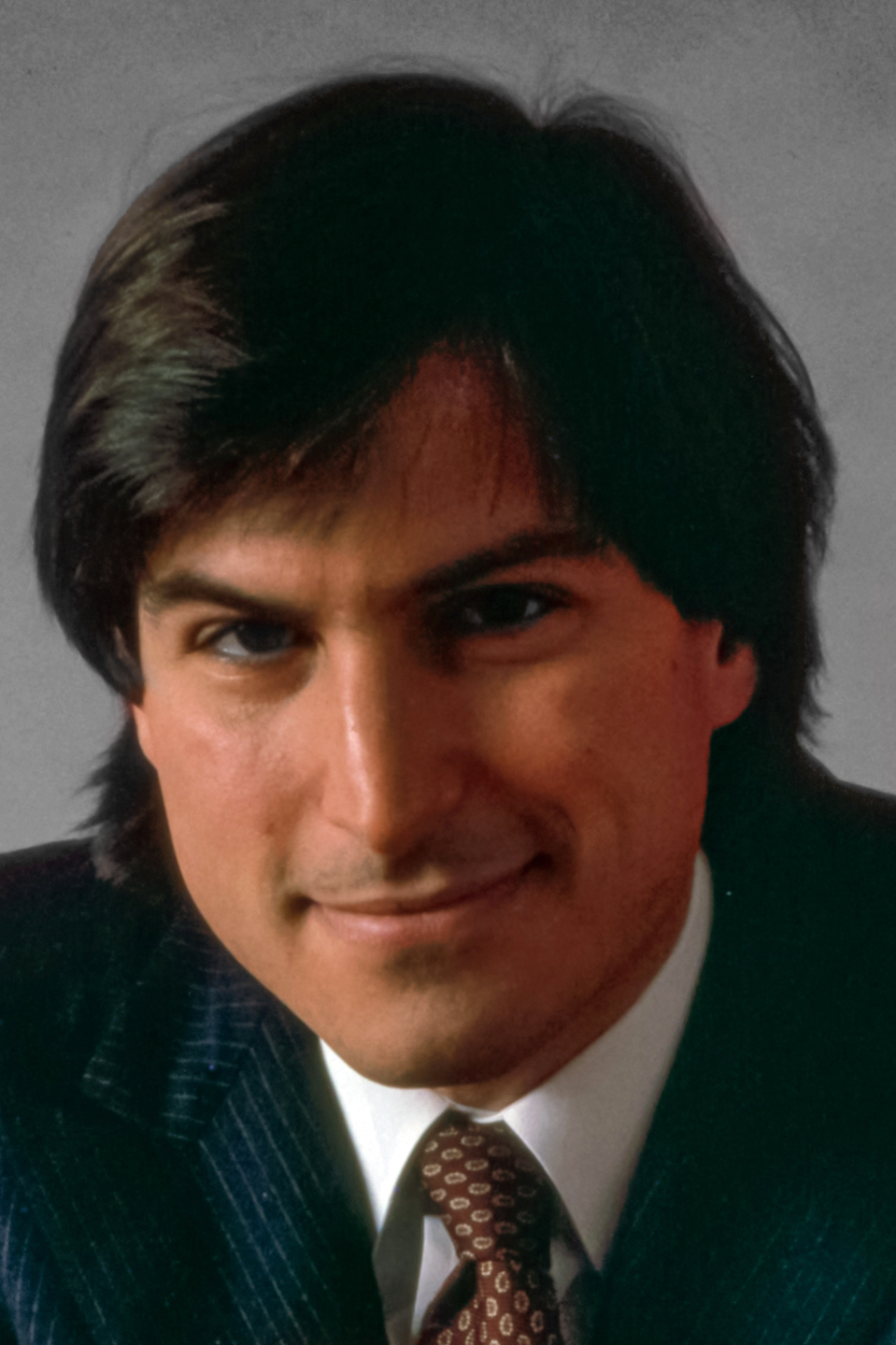
1984年时的史蒂夫·乔布斯，他在一年后创立了NeXT

1985年9月，在被边缘化数月后，乔布斯从苹果辞职。他告诉董事会他将会去创办一家新的电脑公司，并将带走一些苹果员工，他同时也承诺新公司将不会同苹果形成竞争关系，同时也表示很乐意继续同苹果合作，还可能考虑将新公司的设计成果以Macintosh品牌授权给苹果。
几位前苹果员工跟随乔布斯加入了他新创立的NeXT，包括乔安娜·霍夫曼、巴德·特里布尔、乔治·克罗、里奇·佩奇、苏珊·巴恩斯、苏珊·凯尔与丹·列文，在向美国全国各地的主要教育买家进行咨询，以及与保罗·伯格的再次会晤后，NeXT工作站的暂定规格被制定出来。这款工作站被设计为具备足以进行湿实验室模拟的强大性能，但同时也拥有一个相对更合理的价格，还可以被摆放在宿舍中。然而，在规格制定完成之前，苹果以“企图利用联合创始人的内幕讯息进行恶意图谋”为由起诉了NeXT:75:44。而乔布斯则辩称：“很难相信一家拥有4300多名员工，价值20亿美元的公司没法和6个穿着牛仔裤的人竞争。”:207。这场诉讼最终在审判前被驳回:75。
1986年，乔布斯以100,000美元（相等於2024年的287,000美元）的价格聘请了平面设计师保罗·兰德为NeXT设计品牌标识，乔布斯一开始希望兰德能够提供多版方案供他选择，但兰德表示：“不，我负责解决你的问题，而你只负责付钱给我，你可以使用我的设计，也可以不用，但我不会提供备选方案，而且不管你用不用我的设计，你都要付钱给我。”:205,206兰德最终提供了一份20页的宣传册，其中详细介绍了该品牌，包括其设计的正方体标志的精确角度（28°），以及公司名称的拼写方式：NeXT，其中被特别小写的e表达了教育（education）、卓越（excellence）等意:206。

### 1987–1993年：NeXT电脑

#### 初代产品

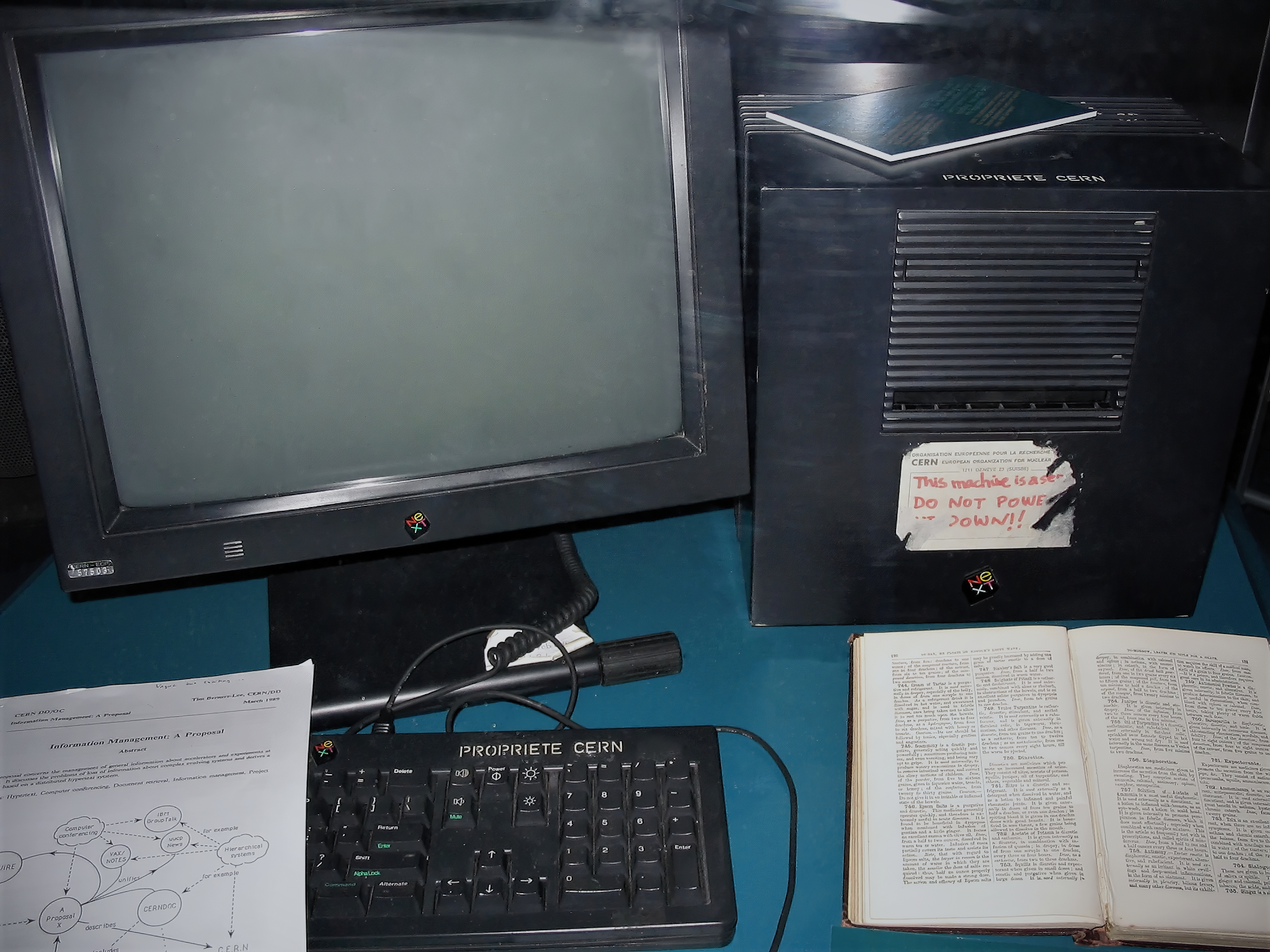
供职于欧洲核子研究组织（CERN）的计算机科学家蒂姆·伯纳斯-李用图中这台NeXT Computer建立了世界上第一个网页服务器和第一个网页浏览/编辑器

在1986年中期，NeXT更改了其经营策略，不再仅限于工作站的开发，而是同时进行软件与硬件的开发。其中，硬件团队由曾指导了苹果Lisa研发团队的NeXT联合创始人里奇·佩奇所领导。而NeXT的操作系统NeXTSTEP则是由Mach内核的联合开发者艾维·泰瓦尼安带领开发的。NeXT的第一个工厂在1987年设立于加州佛利蒙，每年能生产150,000台电脑:72。而NeXT得第一个工作站产品是NeXT Computer，又因其独特得镁制1英尺（30）立方体外壳而被称为“the cube”，这款外壳是由哈特穆特·埃斯林格和他领导的青蛙设计公司团队所设计的。
1987年，罗斯·佩罗在看到了PBS于1986年拍摄的纪录片《企业家》中一段有关于NeXT的片段后被打动，从而向NeXT投资了2000万美元，获得NeXT公司16%的股份，成为NeXT的首个主要外部投资者，他最终于1988年加入了NeXT的董事会。
NeXT还与Adobe合作开发了一款2D图形引擎Display PostScript（DPS），其于1987年发布。NeXT的工程师另外为其编写了一个窗口化引擎版替代品，以完全利用NeXTSTEP的优势。NeXT的工程师使用DPS为用户空间窗口库制作了图形元素，如标题栏和滚动条。
最初的设计团队预计将于1987年初完成这台电脑，并将其以3,000美元（相等於2024年的8,300美元）的价格于年中发布。NeXT Computer于1998年10月12日在旧金山交响乐厅举行的“NeXT Introduction”活动中首次亮相，全场与会者均为NeXT Computer而起立鼓掌。第二天，一些教育工作者和软件工程师获邀前往参加在旧金山希尔顿酒店举行的“NeXT日”活动，NeXT Computer的技术演示在此次活动中进行，以向对NeXT软件感兴趣的开发者们深入展示他们的软件架构、面向对象编程技术和NeXT Computer，而此次活动中的午餐会上的演讲嘉宾是史蒂夫·乔布斯:217-221。
首批测试版本的NeXT Computer在1989年发布，随后NeXT向各个大学限量发售了预装有0.9测试版NeXTSTEP的电脑。最初，这款电脑仅面向美国高等教育机构出售，起售价6,500美元（相等於2024年的16,000美元）。这款电脑得到了来自各大杂志的好评，尤其是其硬件部分。但当有记者问到乔布斯是否对其产品发布时间的推迟感到不满时，乔布斯表示：“晚了？这台电脑已经领先于时代五年了！”。
NeXT Computer的中央处理器为一块25 MHz的摩托罗拉68030。NeXT最初也曾考虑使用RISC架构的摩托罗拉88000芯片，但这款芯片供货量不足。NeXT Computer配有8至64MB的随机存储器（RAM），一块256MB的磁光驱动器，一块40MB（仅交换）、330MB或660MB的硬盘驱动器，以及10BASE2以太网和NuBus，另外还配有一个分辨率为1120×832的17英寸MegaPixel显示屏。而同时期的其它个人电脑，如麦金塔和Amiga一般都只配有几兆字节的RAM、一块16色640×480分辨率或4,096色320x240分辨率显示屏、一块10到20MB的硬盘、以及少量的网络功能。NeXT Computer是第一款在主板上搭载了通用DSP芯片（摩托罗拉56001）的电脑。NeXT Computer透过该芯片实现对复杂音乐和声音处理及Music Kit软件的支持。
NeXT Computer所搭载的磁光驱动器是由佳能公司提供的。磁光是当时市场上新出现的一种存储技术，而NeXT Computer则是市场上第一款搭载这种技术的电脑。磁光驱动器价格便宜，但速度也比硬盘要慢得多，其平均寻道时间为96毫秒；乔布斯与佳能协商后将每张空白磁光碟的价格定为150美元，并最终以每张50美元的价格进行零售。由于每台NeXT Computer只搭载有一个磁光驱动器，且不关机就无法移除磁光盘，这使得NeXT Computer无法在没有网络的情况下与另一台电脑交换文件。磁光盘有限的容量和速度使其根本不足以作为NeXTSTEP的主要存储介质。
1989年，NeXT与前康柏经销商Businessland达成协议，授权对方在国际市场上通过零售商销售NeXT，这与NeXT此前只直接面向学生和教育机构的销售方式截然不同。Businessland创始人大卫·诺曼更预测NeXT Computer的销量将于12个月后超越康柏。同年，佳能向NeXT投资1亿美元，换得16.67%的股份，使得NeXT的市值上升至接近6亿美元。这场投资的条件是NeXT须授权NeXTSTEP安装在佳能的工作站上，这大大拓展了NeXTSTEP的市场。在NeXT放弃硬件业务后，佳能推出了一条名为object.station的PC产品线，其型号有31、41、50和52，该系列产品是专为将NeXTSTEP运行于英特尔处理器而设计的。另外，佳能也是NeXT在日本的经销商。
NeXT Computer最终于1990年以9,999美元（相等於2024年的24,000美元）的价格发售。1991年6月，佩罗退出了NeXT的董事会，以专注于经营他自己新创立的公司佩罗系统，这是一家位于得州普莱诺的软件系统集成商。

#### 第二代产品

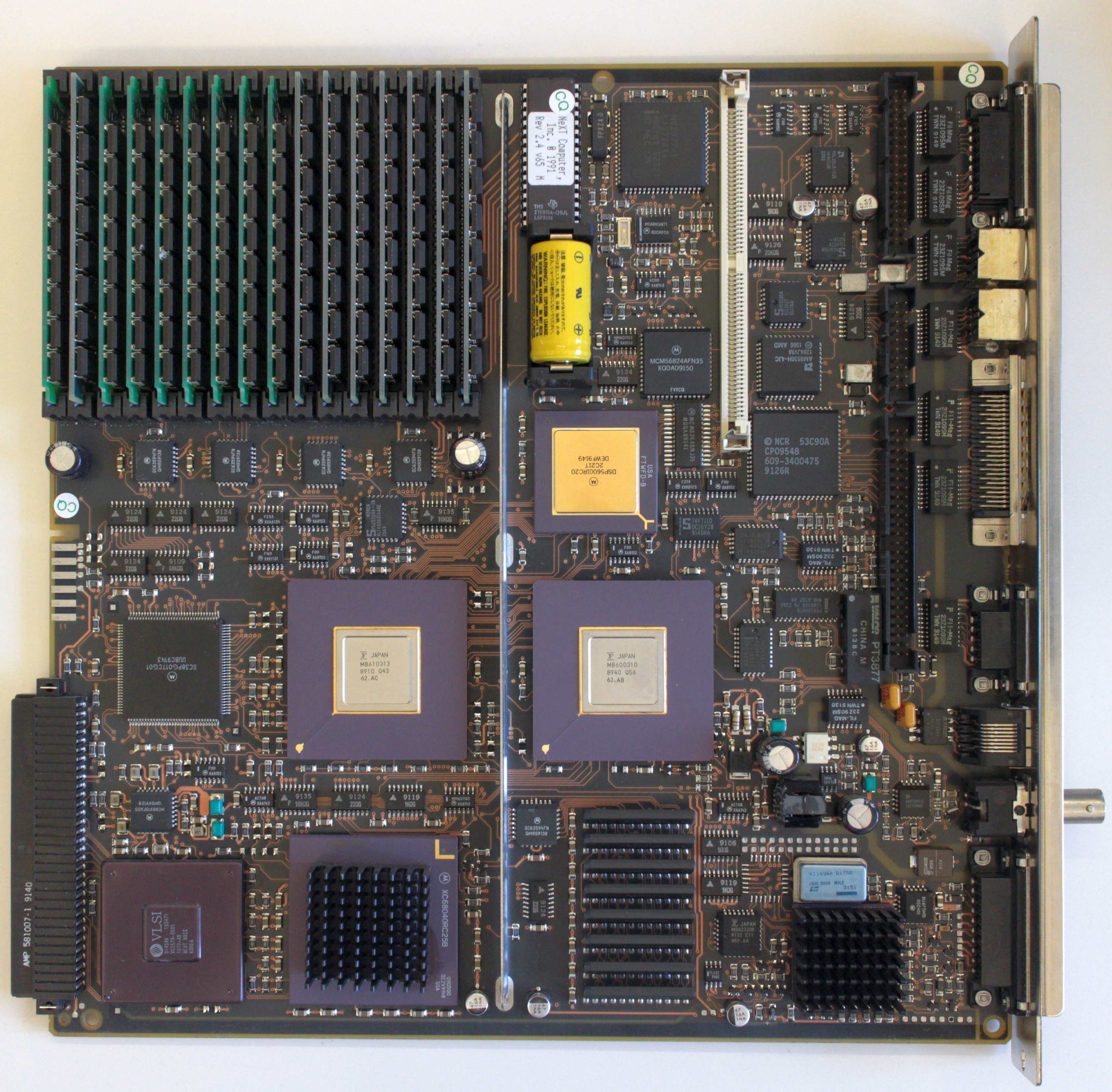
图为NeXTcube（1990）的主板，其中央处理器摩托罗拉68040被载于主板下侧边缘。右侧是接口，左侧是系统总线。在放大后的图像中可以看到主板上大部分部件都有标注信息。

1990年，NeXT发布了其第二代工作站产品，外形小巧的NeXTstation与NeXT Computer的改进版本NeXTcube。这两款产品不再采用磁光驱动器，NeXT最初计划为这两台机器配置2.88MB的软盘驱动器，但由于这种软盘的价格太贵，其未能取代1.44MB软盘。于是两款电脑便改为使用CD-ROM驱动器，而CD-ROM最终成为了存储市场的行业标准。NeXTstation的彩色版本NeXTstation Color和NeXTcube内置的NeXTdimension图形处理器支持输出彩色画面。两款新产品均配备了比前代产品性能更高，且更便宜的摩托罗拉68040处理器。
1992年，NeXT又推出了NeXTcube和NeXTstation的“Turbo”版本，它们搭载了33MHz的摩托罗拉68040，最大内存容量也提升至128MB。这一年，包括升级用主板在内，NeXT售出了20000台电脑。与竞争对手相比，这个销量并不大。不过公司当年的销售额达到了1.4亿美元，这促使佳能又为NeXT追加了3000万美元的投资，用于维持NeXT的运营。
到NeXT放弃硬件业务为止，其总共售出了50000台硬件产品，其中有数千台被售与高度机密的美国国家侦察局。NeXT的远期计划是迁移到新兴且性能更好的精简指令集架构，而迁移产品则被称为NeXT RISC Workstation（NRW），NRW起初计划基于摩托罗拉88110处理器设计，但由于NeXT对摩托罗拉88000系列架构的性能缺乏信心，他们最终又将计划改为使用双路PowerPC 601处理器并重新设计。然而，到这款处理器最终上市时，NeXT已经放弃了硬件业务。

### 1993–1996年：NeXT软件

NeXTSTEP操作系统的用户界面

1991年末，为了准备向软件企业转型，NeXT开始着手于将NeXTSTEP移植到搭载英特尔80486处理器的IBM PC兼容机上，移植版本在1992年1月举行的NeXTWorld Expo大会上首次亮相。移植工作最终在1993年中完成，并以3.1（NeXTSTEP 486）的版本号发布。
NeXTSTEP 3.x版本后来又被移植到PA-RISC和SPARC平台上，NeXTSTEP以此发布了4个版本，分别是：NeXTSTEP/Intel、 NeXTSTEP/PA-RISC、NeXTSTEP/SPARC和用于NeXT自产硬件的NeXTSTEP/NeXT。虽然前三个移植版本并没被广泛使用，但NeXTSTEP成熟的编程模型仍使其在芝加哥第一银行和瑞士银行公司等机构中颇受欢迎。NeXT的软件也被美国海军研究实验室、美国国家安全局、高等研究计划署、中央情报局、和美国国家侦察局等美国政府部门广泛使用。一些IBM PC兼容机厂商也推出了搭载Intel处理器的NeXTSTEP定制硬件方案，例如Elonex NextStation和佳能的object.station 41。
1993年2月，由于多年以来一直持续低迷的硬件销量和更加激烈的市场竞争，NeXT宣布放弃其硬件业务，更名为NeXT软件公司，停止继续研发、制造和销售硬件:274。乔布斯表示：“我们可以继续做像SGI那样的二流硬件公司，我们也能转型成为微软那样的一流软件公司”，但由于管理和财务资源不足，NeXT无法做到同时兼顾二者。随着转型，NeXT裁掉了其530位员工中的230人，并把其旗下位于弗里蒙特的工厂出售给佳能，RISC Workstation的研发也随公司转型而一并终止。太阳微系统公司的CEO斯科特·麦克尼利则在同期宣布计划于1993年向NeXT投资1000万美元，并在未来的太阳微系统产品中使用NeXT的软件。NeXT与太阳微系统合作开发了一个名为OpenStep的编程环境，其是从NeXTSTEP解耦出来的应用层，能运行于第三方的操作系统。1994年，微软和NeXT开始合作将OpenStep移植到Windows NT，但这个移植版最终没有发布。1994年1月，NeXT在华盛顿举行了东海岸开发者大会，大会的与会者有机会订购包含NEXTSTEP 3.2在内的软件包。
Stepstone是一家由布莱德·考克斯和汤姆·洛夫于1983年创立的软件公司，原名Productivity Products International（PPI），其以推出了初始版本的Objective-C语言而闻名。1995年4月，在Stepstone保有继续销售其Objective-C产品的权利的前提下，NeXT从Stepstone手中收购了Objective-C的商标及授权。而苹果电脑公司后来又通过收购NeXT而获得了Objective-C的授权。
在放弃了硬件业务之后，NeXT就开始专注于在其它操作系统上进行开发。陆续发布了更多新的OpenStep产品，包括为Windows NT开发的OpenStep企业版。NeXT还发布了WebObjects，这是一个用于构建大型动态Web应用程序的平台。虽然因为最初发布时50,000美元（相等於2024年的103,200美元）的高昂售价价等因素而未能畅销，不过它也成功为NeXT带来出了一些利润。WebObjects是第一个，也是最著名的早期Web应用服务器示例，其能够生成基于用户交互而非静态网页的动态页面。WebObjects也被戴尔、迪士尼、德意志银行、BBC、福特、日产等大型企业使用，苹果后来也在iTunes Store和线上Apple Store的开发中使用了WebObjects。

### 1997年：被苹果收购
自1990年代开始，由于经营策略上的问题，苹果电脑公司的市场份额持续下跌。而到1996年时，被苹果寄予厚望的下一代麦金塔操作系统“Copland”的开发又因为项目管理失调而陷入困境，当年8月，Copland被宣布取消，苹果转而选择另觅一家公司，以他们的操作系统为基础来帮助苹果改进过时的Classic Mac OS。苹果最初看中的是由让-路易·加西创立的Be公司及他们的BeOS，但在一番对比过后，苹果最终还是选择了NeXT和NeXTSTEP:275-281。1996年12月20日，苹果电脑宣布了其对NeXT的收购计划。苹果最终以共计4.27亿美元的现金、股票、期权和债务收购了NeXT:277。乔布斯起初希望苹果直接支付现金，但苹果的时任首席执行官吉尔·阿梅里奥则坚持要求他接受150万股苹果股票，并至少持股6个月，以增加交易的可信度:281，史蒂夫·乔布斯也通过这场交易以顾问的身份重返苹果。
这场收购最终在1997年2月7日完成。同年7月，阿梅里奥从苹果离职，乔布斯则在当年9月成为苹果的临时首席执行官:310。后来，乔布斯又在2000年1月的MacWorld Expo大会上宣布去掉自己的“临时”头衔，正式出任苹果公司的首席执行官。他在此后持续担任这一职位，直到在2011年8月24日因病重辞职，并最终于2011年10月5日去世。
在乔布斯重组苹果董事会后，他将几位从NeXT带来的高管安插到了苹果的高层。在接下来的五年里，NeXTSTEP被逐步移植到麦金塔所使用的PowerPC架构上。苹果收购NeXT后基于OPENSTEP开发的新操作系统被命名为“Rhapsody”，同时支持PowerPC及IA-32架构。其中包含了支持Windows NT的跨平台OpenStep工具包“Yellow Box”。以及用于向后支持Classic Mac OS应用的虚拟化层"Blue Box"，使旧的Mac应用能运行于一个独立的协作式多工环境。
Rhapsody最终演化为Mac OS X，其首个服务器版本Mac OS X Server 1.0发布于1999年，而首个面向消费者的版本则是发布于2001年的Mac OS X 10.0。OpenStep开发者工具包被更名为Cocoa。Blue Box则被更名为Classic Environment，并改为能全屏运行应用程序，无需一个单独窗口。苹果还提供了升级版Macintosh Toolbox，名为Carbon，能在不受Blue Box的限制下运行旧Mac应用程序。NeXTSTEP的一些界面元素也被延伸到Mac OS X当中，包括Dock栏、菜单栏、访达中的“分栏视图”和Cocoa文本系统。NeXTSTEP的处理器独立能力也被继承到Mac OS X，使其能够发展出PowerPC、x86及ARM版本。

## 企业文化

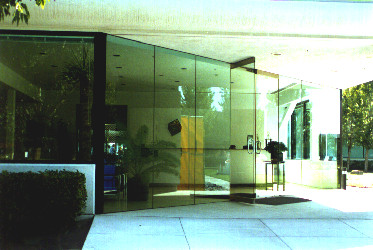
NeXT雷德伍德城切萨皮克大道办公室的入口，摄于1995年。

乔布斯为NeXT打造了独特的企业文化，涵盖到公司的设施、薪酬和福利。此前，乔布斯曾试图在苹果进行结构性改革，而在自己新创办的NeXT当中，他彻底抛弃了传统的企业结构，转而致力于打造一个由“成员”而非员工构成的“社区”。直到1990年代初时，NeXT都只分两种模式的薪酬：在1986年之前入职的团队成员年薪为75,000美元（相等於2024年的215,000美元），而在1986年后入职的新成员的年薪则为50,000美元（相等於2024年的143,000美元）。这导致了一些尴尬的情况，例如经理的薪资反而比员工更低。之后，NeXT又开始实施每六个月对员工进行绩效评估和加薪的政策。为了促进工资发放的公开透明，所有NeXT员工都可以详细的查阅自己的工资单，不过很少有员工行使过这项权利。此外，NeXT的医疗保险福利计划不止提供给已婚夫妇，也同样提供给单身员工和同性伴侣:80，不过后者的福利后来又因保险纠纷而被取消。NeXT的工资发放时间也和当时硅谷其它企业不同，NeXT并不是在发薪期内每月分两次向员工发放工资，而是每月预先将工资一次付清:289。
乔布斯在加州帕洛阿尔托鹿溪路3475号为NeXT租下了最初的办公地点，这栋建筑由建筑师贝聿铭所设计。在租下它之后，乔布斯还要求对这栋建筑从里到外重新装修，建筑原本的水泥墙被替换成玻璃墙，还增铺了浅色硬木地板。用于组装工作站的大工作台被摆放在一楼，为了避免库存出现问题，NeXT采取精益生产制，他们将电脑主要部件（例如机箱和主板）的生产全部外包，而生产好的部件最终会被运输到公司一楼进行组装。公司二楼则是开放式的办公区域。只有乔布斯自己的办公室和几间会议室是封闭的:209:323。
NeXT后来的扩张促使其又在雷德伍德城切萨皮克大道800号和900号租下一个新总部，这栋建筑也是由贝聿铭所设计的。其核心是一个没有可见支撑的“悬浮”式楼梯。开放式的平面布局也被承继到这个新总部当中。办公区域内还配置了许多豪华家具，例如5000美元的椅子、10000美元的沙发和安塞尔·亚当斯的版画:80。
NeXT位于帕洛阿尔托的办公室后来被Internet Shopping Network（Home Shopping Network的子公司）在1994年占用，之后又被思爱普占用。而他们在雷德伍德城的办公室后来则是被ApniCure和OncoMed制药公司占用。
创刊于1991年的《NeXTWORLD》杂志是唯一一份专门讨论NeXT电脑与软件的主流期刊。其出版于旧金山的Integrated Media出版，主编是迈克尔·麦利，之后又换为丹·鲁比。仅出版四卷后便于1994年停刊。而NeXTWORLD Expo开发者大会则在1991年至1994年间举行，其中1991年和1992年在旧金山市政中心举行，而1993年和1994年则是在旧金山莫斯康展览中心举行，而乔布斯则亲自担任了NeXTWORLD Expo的主题演讲者。

## 影响
尽管NeXT并没有取得很多利润，但这家公司还是对计算机行业产生了深远的影响。自1988年NeXTcube和NeXTSTEP发布以来，面向对象编程和图形化用户界面开始变得更受欢迎，其它公司也开始纷纷效仿NeXT推出面向对象系统，在技术上取得了成功的NeXTSTEP常被视为潮流的引领者。
微软于1991年宣布取消的Cairo项目被广泛视为微软对NeXT的回应；Cairo的规格中包含了与NeXTSTEP相似的面向对象用户界面功能，用于计划面向消费者市场的Windows NT版本。尽管Cairo最终胎死腹中，不过该项目中的许多元素最终被整合到微软的其它项目中。
到1993年时，尽管由IBM和苹果合资成立的Taligent尚未发布任何产品，媒体们也普遍将其视作面向对象操作系统市场上一个举足轻重的的角色，NeXT也被常常用来和Taligent进行对比。最初几年，Taligent创新的理论常常被用来和NeXT更老，但更成熟，也更加商业化的平台进行比较。但Taligent最终于1995年推出的产品则被批“太少，也太晚了”，尤其是在和NeXT相比较下。
许多开发者使用NeXT平台开发出了开创性的程序。例如，1990年，计算机科学家蒂姆·伯纳斯-李就使用了一台NeXT Computer打造出了世界上首个网页服务器和首个网页浏览器，游戏《雷神之锤》和《毁灭战士》都是由id Software在NeXT电脑中开发的。还有其它一些商用程序也专门适配了NeXT电脑，例如Altsys Virtuoso和Lotus Improv。前者是一款页面布局功能的矢量绘图程序，其后来又以Aldus FreeHand v4为名被移植到Mac OS和Windows。后者则是一款电子表格程序。

## 脚注
1. ↑  综合参考自多个来源：[45][90][91][92]
2. ↑  综合参考自多个来源：[99][100][101][102]:4:63